# アチェ州知事一覧
本項では、アチェ州知事（Gubernur Aceh）を一覧する。アチェ州知事は、アチェ州の首長である。最初の州知事はトゥク・ニャ・アリフで1945年10月3日就任。最も直近に選出された州知事はムザキル・マナフで2025年2月12日就任。最も長い期間務めた州知事はアブドゥラ・ムザキル・ワラドで、1968年5月15日から1978年8月27日まで約11年間務めた。最も短い期間務めた州知事はデルマワンで、2017年6月25日から7月5日までの僅か10日務めた。

## 州知事一覧
ゴルカル
  アチェ党
  ナングル・アチェ党
  民主党
  無所属
| 職名 | 氏名                           | 画像 | 出身等             | 任期                                                       | 副知事                               |
| ---- | ------------------------------ | ---- | ------------------ | ---------------------------------------------------------- | ------------------------------------ |
| 1    | トゥク・ニャ・アリフ           |      | 無所属             | 1945年10月3日 ‐ 1946年                                     | 空席                                 |
| 2    | トゥク・ダウドシャ             |      | 無所属             | 1946年 ‐ 1947年                                            | 空席                                 |
| 3    | ダウド・ブルエ                 |      | 無所属             | 1947年 ‐ 1949年1950年 ‐ 1951年                             | 空席                                 |
| 4    | B・M・ダヌブロト               |      |                    | 1951年 ‐ 1953年                                            | 空席                                 |
| 5    | トゥク・スライマン・ダウド     |      |                    | 1953年5月 ‐ 1953年9月                                      | 空席                                 |
| —    | アブドゥル・ワハブ             |      | 無所属             | 1953年 ‐ 1954年                                            | 空席                                 |
| 6    | アブドゥル・ラザク             |      |                    | 1954年 ‐ 1956年                                            | 空席                                 |
| 7    | アリ・ハシミ                   |      | 無所属             | 1957年 ‐ 1959年1959年 ‐ 1964年                             | 空席A・M・ナンプロ                   |
| 8    | ニャ・アダム・カミル           |      | 無所属             | 1964年4月10日 ‐ 1966年8月30日                              | A・M・ナンプロ                       |
| 9    | ハスビ・ワヒディ               |      |                    | 1967年8月30日 ‐ 1968年5月15日                              | 空席                                 |
| 10   | アブドゥラ・ムザキル・ワラド   |      | ゴルカル           | 1968年5月15日 ‐ 1973年6月27日1973年6月27日 ‐ 1978年8月27日 | 空席                                 |
| 11   | アブドゥル・マジド・イブラヒム |      | ゴルカル           | 1978年8月27日 ‐ 1981年3月15日                              | 空席                                 |
| —    | M・ハッサン・バスリ            |      | 無所属             | 1981年3月15日 ‐ 1981年4月8日                               | 空席                                 |
| —    | エディ・サバラ                 |      | 無所属             | 1981年4月8日 ‐ 1981年8月27日                               | 空席                                 |
| 12   | ハディ・タイブ                 |      | 無所属             | 1981年8月27日 ‐ 1986年8月27日                              | 空席                                 |
| 13   | イブラヒム・ハッサン           |      | 無所属             | 1986年8月27日 ‐ 1993年5月25日                              | トゥク・ジョハン                     |
| 14   | シャムスディン・マムド         |      | ゴルカル           | 1993年5月26日 ‐ 1998年5月26日1998年5月26日 ‐ 2000年6月21日 | ザイヌディン・AGブスタリ・マンシュル |
| —    | ラムリ・リドワン               |      | 無所属             | 2000年6月21日 ‐ 2000年11月25日                             | 空席                                 |
| 15   | アブドゥラ・プテ               |      | 無所属             | 2000年11月25日 ‐ 2004年7月19日                             | アズワル・アブバカール               |
| —    | アズワル・アブバカール         |      | 無所属             | 2004年7月19日 ‐ 2005年12月30日                             | 空席                                 |
| —    | ムスタファ・アブバカール       |      | 無所属             | 2005年12月30日 ‐ 2007年2月8日                              | 空席                                 |
| 16   | イルワンディ・ユスフ           |      | アチェ党           | 2007年2月8日 ‐ 2012年2月8日                                | ムハマッド・ナザル                   |
| —    | タルミジ・アブドゥル・カリム   |      | 無所属             | 2012年2月8日 ‐ 2012年6月25日                               | 空席                                 |
| 17   | ザイニ・アブドゥラ             |      | アチェ党           | 2012年6月25日 ‐ 2017年6月25日                              | ムハマッド・ナザル                   |
| —    | デルマワン                     |      | 無所属             | 2017年6月25日 ‐ 2017年7月5日                               | 空席                                 |
| 18   | イルワンディ・ユスフ           |      | ナングル・アチェ党 | 2017年7月5日 ‐ 2020年10月15日                              | ノファ・イリアンシャ                 |
| —19  | ノファ・イリアンシャ           |      | 民主党             | 2018年7月5日 ‐ 2020年11月5日2020年11月5日 ‐ 2022年7月5日   | 空席                                 |
| —    | アフマド・マルズキ             |      | 無所属             | 2022年7月6日 ‐ 2024年3月13日                               | 空席                                 |
| —    | ブスタミ・ハムザ               |      | 無所属             | 2024年3月13日 ‐ 2024年8月22日                              | 空席                                 |
| —    | サフリザル・ザカリア・アリ     |      | 無所属             | 2024年8月22日 ‐ 2025年2月12日                              | 空席                                 |
| 20   | ムザキル・マナフ               |      | アチェ党           | 2025年2月12日 ‐                                            | ファドルラ                           |